# Harold Gilman
Pour les articles homonymes, voir Gilman.
Harold Gilman né le 11 février 1876 à Road ou Rhode (Comté de Somerset), mort le 12 février 1919  à Londres, est un peintre britannique de paysages, portraits, intérieurs, natures mortes.

## Biographie
Élève de la Hastings Art Shool en 1896, et de la Slade School de 1897 à 1901. En 1904, il se rend en Espagne où il séjourne un an, et exécute de nombreuses copies d'après Vélasquez. Membre du Camden Town Group, puis président du London Group, qui, au début du siècle, réunit les courants indépendants de l'art britannique. Il est très lié à Spencer Frederick Gore et Charles Ginner, qui partagent ses idées. Il exposa au London Salon de l'Allied Artists' Association.
Son œuvre est représentée à l'exposition des tableaux britanniques de la Tate Gallery de Londres au jeu de Paume à Paris en 1946, avec un portrait de sa mère, une composition et un paysage (une exposition itinérante de ses œuvres a été organisée en Grande-Bretagne en 1981-1982). Il est chargé en 1918, par le Gouvernement du Canada, de peindre le port de Halifax, peinture destinée au Monument aux morts de la Guerre 14-18 à Ottawa.

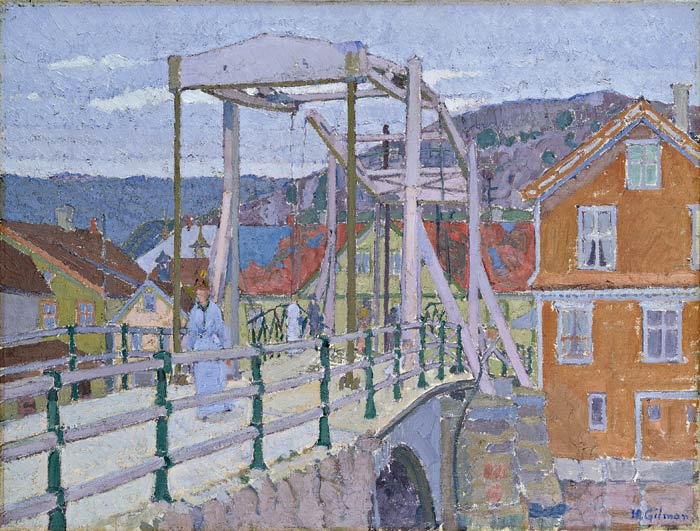
Le Pont sur le canal, 1913 (Londres, Tate Britain).

Peintre d'intérieurs, paysagiste et portraitiste, il cherche souvent son inspiration dans des quartiers pauvres. Il est l'un des premiers en Angleterre, à révérer l'œuvre de van Gogh, Gauguin et Cézanne, de préférence à celle des impressionnistes. Sa touche souvent fractionnée le rapproche des postimpressionnistes. Son art plus discret conserve en cela, en dépit de sa brillante palette, un noyau de réserve, qui détermine son caractère britannique. Sa façon fait parfois penser à Camille Pissarro.
L'artiste décède à Londres après avoir contracté la grippe espagnole.